# Souhvězdí Jižní koruny
Jižní koruna je souhvězdí na jižní obloze. Zavedl jej starořecký astronom Klaudios Ptolemaios. Ve středoevropských zeměpisných šířkách lze pozorovat pouze jeho severní část.

## Významné hvězdy
| Hvězda | Jméno     | Hvězdná velikost |
| ------ | --------- | ---------------- |
| α CrA  | Meridiana | 4,087m           |
| β CrA  | β CrA     | 4,1m             |
| γ CrA  | γ CrA     | 4,23m            |

## Objekty
V severovýchodní části souhvězdí se nachází hvězdotvorná oblast, molekulární mračno s několika reflexními mlhovinami. 1 stupeň západně od hvězdy γ CrA se nachází reflexní mlhovina NGC 6729. 10' severozápadně od ní jsou reflexní mlhoviny NGC 6726 a NGC 6727, 20′ jihozápadně je reflexní mlhovina IC 4812 a 1 stupeň směrem na jihovýchod se rozkládá temná mlhovina Bernes 157.
V jihozápadní části souhvězdí, 5 stupňů východně od hvězdy Sargas (θ Sco) s magnitudou 1,9, se nachází jasná kulová hvězdokupa NGC 6541 s hodnotou magnitudy 6,3.